# Gonaspidiotus kaussarii
Gonaspidiotus kaussarii är en insektsart som först beskrevs av Alfred Serge Balachowsky 1959.  Gonaspidiotus kaussarii ingår i släktet Gonaspidiotus och familjen pansarsköldlöss.
Artens utbredningsområde är Iran. Inga underarter finns listade i Catalogue of Life.